# Toanodes rotundipennis
Toanodes rotundipennis là một loài bướm đêm trong họ Noctuidae.